# 元山港駅
元山港駅（ウォンサナンえき、朝鮮語: 원산항역）は、朝鮮民主主義人民共和国江原道元山市にある駅で、元山港線に属する。 

## 隣の駅
元山港線
葛麻駅 - 元山港駅